# Pierre François Joseph Régnier
Pour les articles homonymes, voir Régnier.
Pierre François Joseph Régnier, né le 22 février 1723 à Caen (Calvados), mort le 5 août 1795 Alençon (Orne), est un général de brigade de la Révolution française.

## États de service
Il entre en service en avril 1740, comme volontaire dans le régiment des dragons d’Harcourt, et le 3 janvier 1745, il passe dans les chevau-légers de la Garde du Roi.
Le 29 juin 1752, il devient prévôt général de la maréchaussée d’Alençon, et il est fait chevalier de Saint-Louis le 6 avril 1763. Il est nommé lieutenant-colonel de cavalerie le 5 janvier 1779, et inspecteur général de la maréchaussée avec commission de mestre de camp de cavalerie le 3 décembre 1783.
Le 18 mai 1791, il commande la 21e division de Gendarmerie nationale, et il est promu général de brigade le jour même. Le 23 octobre 1792, il remplace le général Gestas, au commandement de la 11e division militaire.
Il meurt le 5 août 1795, à Alençon.

## Sources
- (en) « Generals Who Served in the French Army during the Period 1789 - 1814: Eberle to Exelmans »
- Étienne Charavay, Correspondance général de Carnot, tome 1, imprimerie Nationale, 1893, p. 238.
- Georges Six, Dictionnaire biographique des généraux & amiraux français de la Révolution et de l'Empire (1792-1814), Paris : Librairie G. Saffroy, 1934, 2 vol., p. 351